# Rallye des Alpes françaises

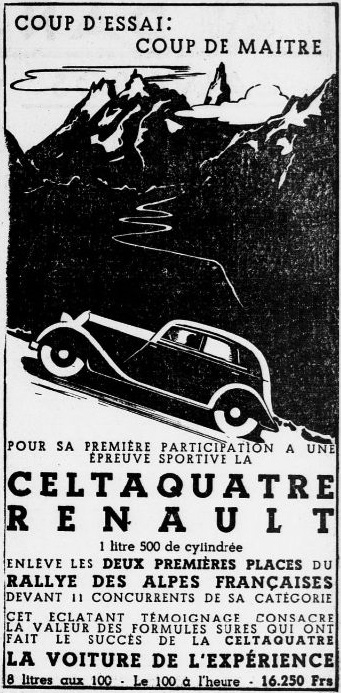
Publicité pour la Renault Celtaquatre, victorieuse du rallye des Alpes françaises en 1934.

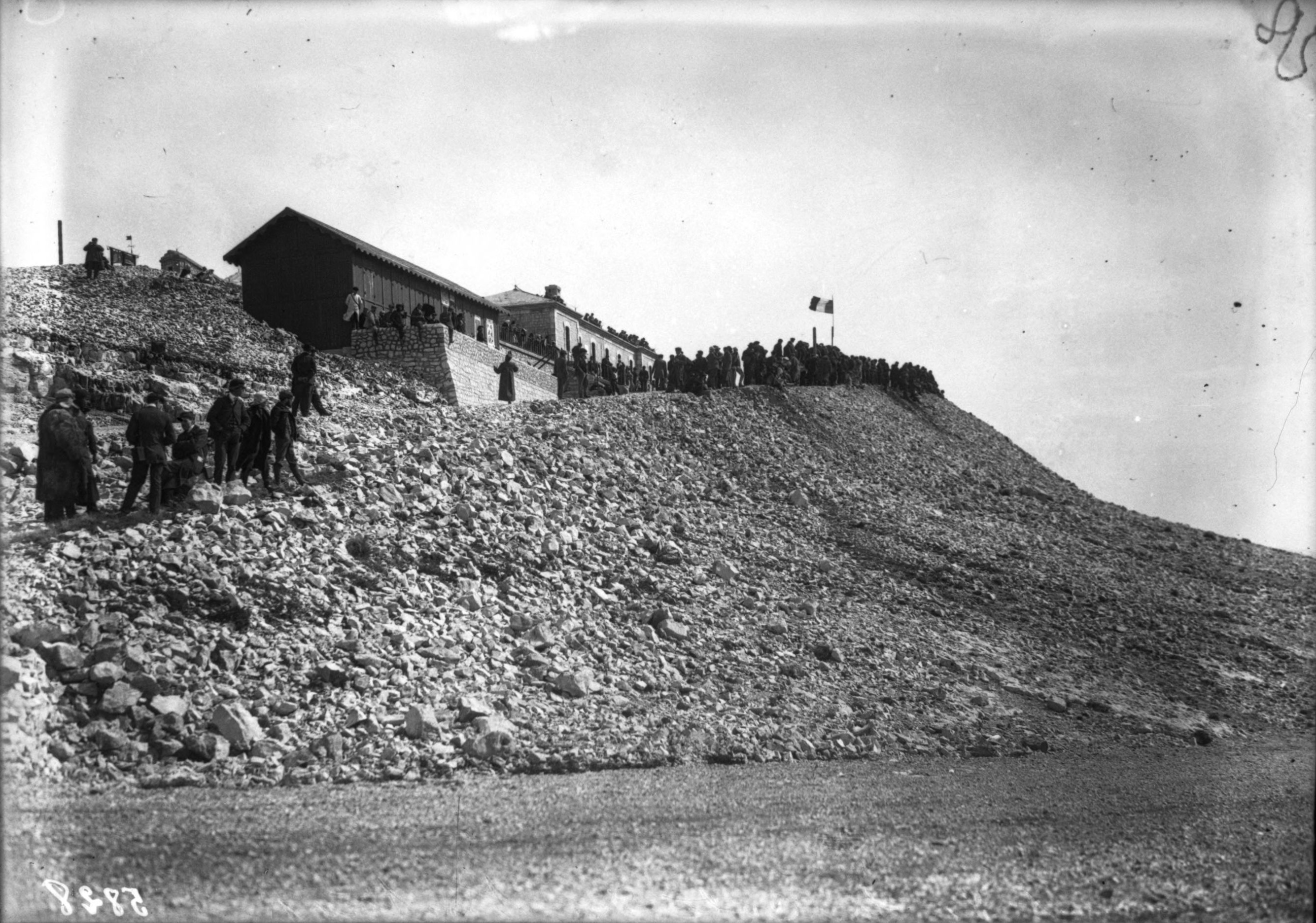
Spectateurs de toutes premières courses automobiles empruntant déjà le mont Ventoux, dès 1906.

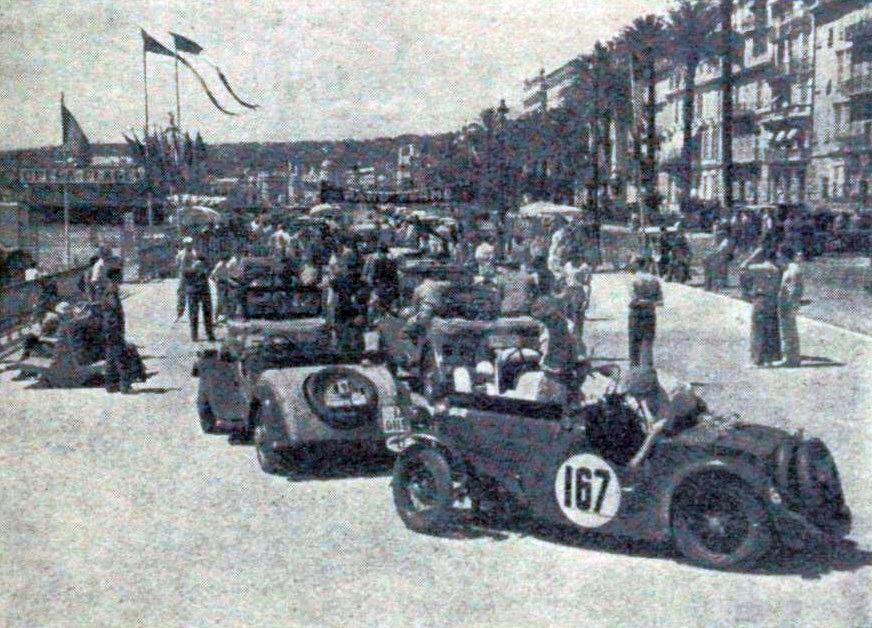
Le parc fermé de l'épreuve à Nice, en 1934.

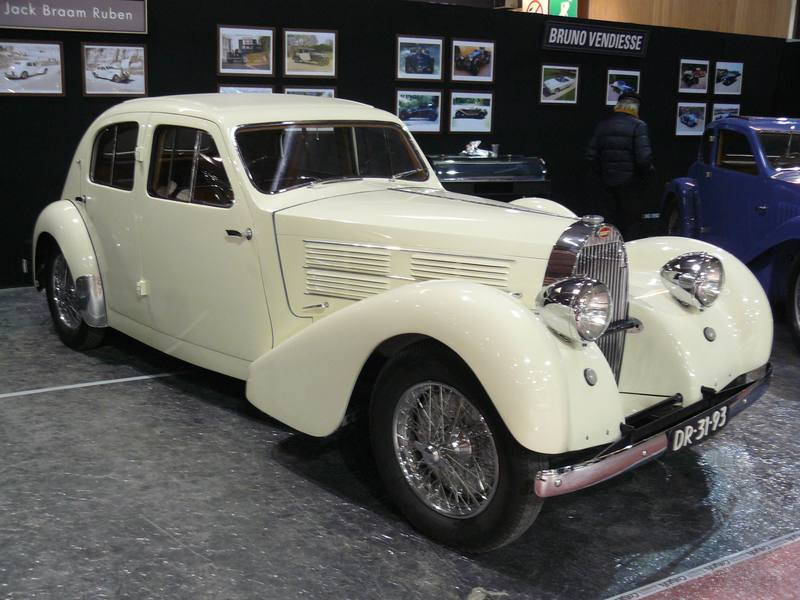
Bugatti Type 57 Galibier, de 1939.

Le Rallye des Alpes françaises était une épreuve de rallye française se déroulant essentiellement pendant l'entre-deux-guerres en montagne, et organisée de façon à l'époque régulière.

## Histoire
La course est imaginée et mise en forme par Albert Rousset en 1931, alors Président de l'Automobile Club de Marseille Provence, impressionné par sa vision du rallye autrichien des Alpes, début août et, par les premières performances sur les pentes autrichiennes établies par l'anglais Donald Healey sur Invicta, avec un parcours organisé conjointement par l'Italie, l'Allemagne, l'Autriche et la Suisse.
La première édition, strictement nationale, voit plus discrètement le jour le jeudi 14 juillet 1932 pour 48 heures, avec notamment la principale victoire de classe (la plus chère) due à René Carrière sur Alfa Romeo. Les femmes sont admises au départ. En 1935 les Prix et primes basés uniquement sur la valeur marchande des véhicules sont tempérés par la prise en compte de la cylindrée des moteurs. Les bagarres font rage entre les divers types de motorisations sur les pentes du col du Galibier et du mont Ventoux, surtout entre Gaston Descollas et Albert Perrot (vainqueur 1935 de classe coefficient > 200 sur Delahaye). En 1936 (plus de 1 300 km de course effective alors) le principe des classes de cylindrées se clarifie quelque peu : < 1,5 l, 1,5  à   3,0 l et, > 3,0 l.
Huit épreuves sur neuf possibles (car annulation de la course prévue en 1937 pour cause de guerre d'Abyssinie impliquant le voisin italien quelque quinze mois auparavant) ont lieu à la mi-juillet ou à la mi-août, alors durant trois, voire quatre, journées. En 1938 le comte Heinrich von der Mühle, copiloté par Eugenie von Plessen, est vainqueur toutes classes confondues sur BMW au terme d'un parcours de 1 215 km entre Aix-les-Bains et Marseille.
Interrompu par le Seconde Guerre mondiale, la course redémarre très précocement dans l'immédiat après-guerre en 1946 (premier rallye français disputé) toujours grâce à l'Automobile Club de Marseille Provence, une année seulement avant l'apparition du rallye du Mont-Blanc. Cette "renaissance" voit au départ 37 concurrents (tous des véhicules construits avant 1940), 13 parvenant à franchir la ligne d'arrivée sans parvenir à obtenir une seule Coupe, le seul trophée à présent disputé et attribuable uniquement en l'absence de points de pénalités. L'anglaise Betty Haig (petite nièce du maréchal Douglas Haig, vainqueure du Rallye Paris-Saint-Raphaël Féminin 1938) remporte la première Coupe des Dames. Maurice Gatsonides est déjà présent sur sa Matford.
En 1947 le nom officiel de la course devient le Rallye International des Alpes, puis le Critérium International des Alpes jusqu'en 1951. En 1948 la course fait sa première incursion en Suisse. L'Alpine Rally (ou Coupe des Alpes) se déroule pour la première fois "littéralement" du 11 au 16 juillet 1952, lors de la quinzième édition de l'épreuve (remportée par Alex von Falkenhausen et son épouse).

## Palmarès
- Gaston Descollas[1], vainqueur de classe en 1933 (sur Amilcar, 2,0  à   3,0 l) ; 1934 (sur Bugatti, plus de 7,0 l) ; 1935 (sur Bugatti type 57) ; vainqueur de Coupe en 1938 et 1939 (sur Lancia Aprilia, avec Madame, Claire « Mémé » Descollas) ; vainqueur de Coupe en 1947 (sur Bugatti type 55 2,3 l, sans pénalité) et 1948 (sur Lancia Aprilia 1 500 cm3 avec Madame pour copilote, également quatrième au classement général cette même année)
- Le docteur Marc Angelvin, vainqueur de classe en 1933 sur Renault ; vainqueur de classe en 1946 avec son épouse Nicole sur Simca 5 Topolino 750 cm3 ; vainqueur de Coupe en 1951 sur le même type de voiture classe 1 100 cm3
- Charles Roch, vainqueur de classe en 1934 sur Ford ; et 1935 sur Amilcar
- Guy Lapchin (1903-1991) vainqueur de classe 1 500 sur Riley en 1936[2] (également neuvième en 1938).

### Bibliographie

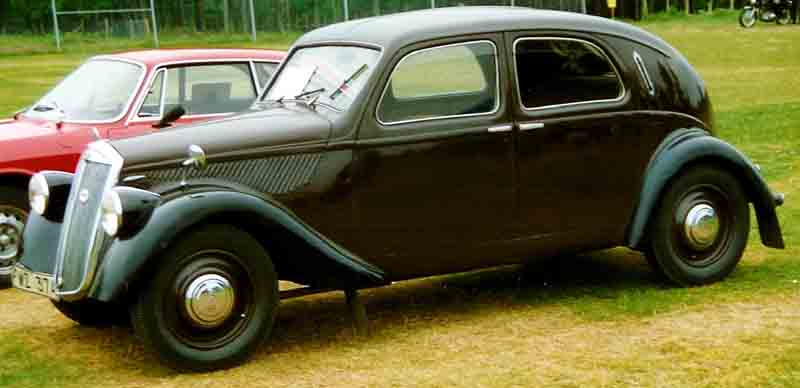
Lancia Aprilia 1937.

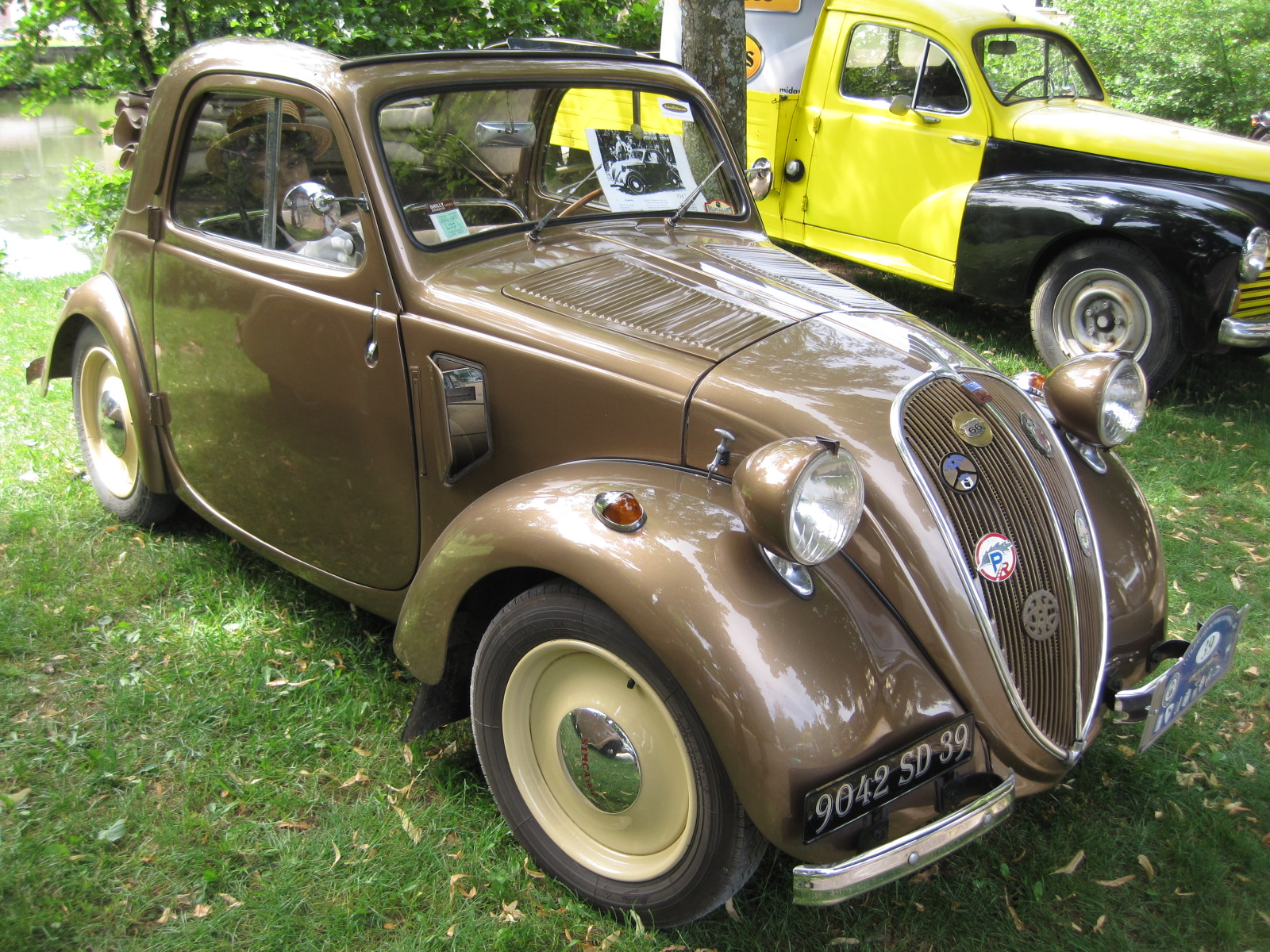
Simca 5.